# Eric Winston
Pour les articles homonymes, voir Winston.
(en) Statistiques sur pro-football-reference
Eric Joseph Winston, né le 17 novembre 1983 à Midland, au Texas, est un Américain, joueur professionnel de football américain, évoluant au poste d'offensive tackle qui est actuellement un agent libre. au niveau universitaire, il a joué pour les Hurricanes de l'université de Miami. Il est sélectionné par les Texans de Houston au troisième tour de la draft 2006 de la NFL. Winston a également joué pour les Chiefs de Kansas City, les Cardinals de l'Arizona et les Bengals de Cincinnati. Il est le président de la National Football League Players Association (NFLPA) entre 2014 et 2020.

## Jeunesse
Winston a joué au football américain au lycée Robert E. Lee de Midland, au Texas, où il a été classé parmi les meilleurs tight ends du pays. Il a joué aux côtés de Cedric Benson, un running back de la National Football League, et les deux ont contribué à la victoire de trois championnats d'État 5A du Texas.
À la fin de ses études secondaires, Winston est considéré comme une recrue 4 étoiles par Rivals.com et 247sports.com,.

## Carrière universitaire
Winston a choisi d'aller à l'université de Miami pour y jouer au football américain pour les Hurricanes. À Miami, Winston s'est spécialisé dans la finance et le marketing internationaux et a joué comme offensive tackle. Au départ, il devait jouer comme tight end pour les Hurricanes, mais il a fait le changement avant sa deuxième année.
Winston est largement considéré comme l'un des meilleurs offensive tackle pour entrer dans la draft 2006 de la NFL. Cependant, une blessure au ligament croisé antérieur pendant sa première année a fait chuter sa cote de joueurs et plusieurs organisations de recrutement ont exprimé de légères inquiétudes sur les implications possibles de la blessure, et de l'opération chirurgicale qui s'est ensuivie, sur son jeu.
Winston est sélectionné dans l'équipe All-America de 2005. Il était membre de la Fraternité Pi Kappa Alpha.

## Carrière professionnelle

### Texans de Houston
Winston est sélectionné au 3e tour de la draft 2006 de la NFL par les Texans de Houston. Il signe un contrat de deux ans, d'une valeur de 635 000 dollars et un prime de 608 000 dollars à la signature. Avant la saison 2008, il signe une prolongation de quatre ans pour 11 530 000 dollars auxquels s'ajoute un bonus de deux millions de dollars lors de la première année.
Il est titulaire lors des sept derniers matchs des Texans, en tant que rookie au poste de tackle droit durant la saison 2006 et est ensuite titulaire de 87 matchs pour eux jusqu'à la saison 2011.
Les Texans le libèrent le 12 mars 2012.

### Chiefs de Kansas City
Winston signe avec les Chiefs de Kansas City le 17 mars 2012 un contrat d'un an d'une valeur de 5 500 000 dollars, comprenant une prime à la signature de quatre millions,.
Le 7 octobre 2012, Winston parle des fans des Chiefs, qui, selon lui, insultaient le quarterback Matt Cassel, blessé. Aucune preuve vidéo n'a jamais été produite pour appuyer la déclaration de Winston. Dans une interview d'après match, il affirme que « ce n'est pas le Colisée romain » et que « la période économique est difficile ». Il mentionne qu'il a compris qu'il ne vivra probablement pas aussi longtemps parce qu'il joue à ce jeu, mais se moquer d'un joueur qui se fait mettre KO est « écœurant à 100% ».
Il joue les seize matchs de saison régulière des Chiefs, tous comme titulaire.
Il est libéré par les Chiefs le 6 mars 2013.

### Cardinals de l'Arizona

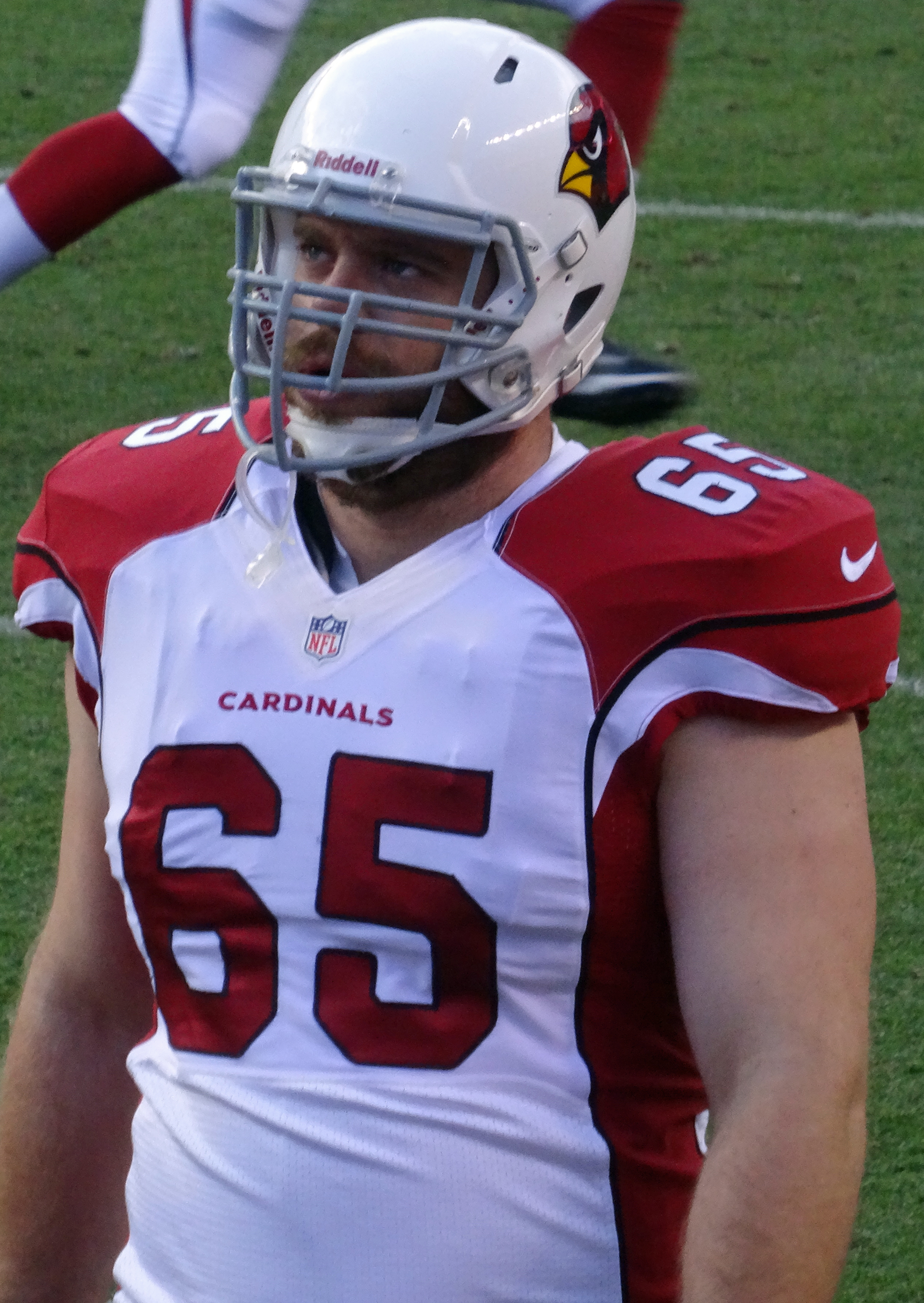
Winston avec les Cardinals de l'Arizona en 2013.

Winston signe un contrat d'un an, d'une valeur de deux millions de dollars, dont une prime à la signature de 160 000 dollars,  avec les Cardinals de l'Arizona le 25 juillet 2013.
Il joue tous les matchs de la saison 2013 des Cardinals, tous comme titulaire.
N'arrivant pas à un accord pour un nouveau contrat, Winston quitte les Cardinals durant la saison morte.

### Seahawks de Seattle
Winston signe un contrat d'un an avec les Seahawks de Seattle le 29 juillet 2014. Il n'est pas retenu pour la liste finale de 53 joueurs, et est libéré le 30 août.

### Bengals de Cincinnati
Winston signe un contrat d'un an avec les Bengals de Cincinnati le 2 décembre 2014. Il joue les quatre derniers matchs de la saison régulière et participe au match des séries éliminatoires des Bengals, une défaite 26-10 contre les Colts d'Indianapolis, lors du tour de wild card. Au cours de la saison 2015, il dispute treize matchs mais seulement deux comme titulaire.
Le 9 mars 2016, les Bengals signent un nouveau un contrat d'un an avec Winston, pour un montant de 1,09 million de dollars,. Il joue 16 matchs pendant la saison 2016 et il est titularisé deux fois.
Le 10 mars 2017, les Bengals signent un troisième contrat consécutif d'un an avec Winston. Il est cependant libéré le 2 septembre, mais est résigné par les Bengals le 8 novembre après que Jake Fisher (en) est tombé malade. Il dispute les huit derniers matchs de la saison, les deux derniers comme titulaire.

### NFL Players Association
En mars 2014, Winston est élu président de la National Football League Players Association (NFLPA), succédant à Domonique Foxworth (en). Avant d'être élu président, Winston est impliqué dans la NFLPA à d'autres titres, notamment en tant que co-représentant de la NFLPA pour les Texans de Houston en 2010 et en siégeant aux comités de discipline et de finances des agents,. Il fait également entendre sa voix lors du lock-out de la NFL en 2011,. Winston déclare que ses premières priorités pour sa présidence seront la santé et la sécurité des joueurs, l'éducation financière et les conditions de travail, en particulier dans les vestiaires.